# إعصار نيت (2017)
إعصار نيت هو إعصار ضرب ولايتي لويزيانا وميسيسيبي بدءاً من يوم 4 اكتوبر 2017 وتسبب هذا الإعصار بطوفان المدن وعن مصرع 40 شخص بعدما ضرب كل من نيكاراغوا وكوستاريكا وهندوراس، وأصدرت الولايات المتحدة نتيجة لذلك حالة الطوارئ في ولاية لويزيانا وتم إغلاق خمس موانئ وإخلاء منصات النفط والغاز في خليج المكسيك من العمال وتم إيقاف الإنتاج مؤقتاً تحسباً لمخاطر الإعصار.